# Steven, 7 anni: rapito
Steven, 7 anni: rapito (I Know My First Name Is Steven) è una miniserie televisiva del 1989, diretta da Larry Elikann e basata su un fatto realmente accaduto: il rapimento del piccolo Steven Stayner.
Le due parti della miniserie furono trasmesse inizialmente negli USA sul canale NBC il 21 e 22 maggio 1989. I diritti di trasmissione furono poi venduti a diverse compagnie televisive internazionali inclusa la BBC, che trasmise la miniserie nel luglio 1990. In seguito le due parti della miniserie sono state unificate trasformandola in un film televisivo.

## Trama
Steven Stayner, un bambino di sette anni, viene rapito da Kenneth Parnell pochi giorni prima del Natale.